# Richard O’Connor

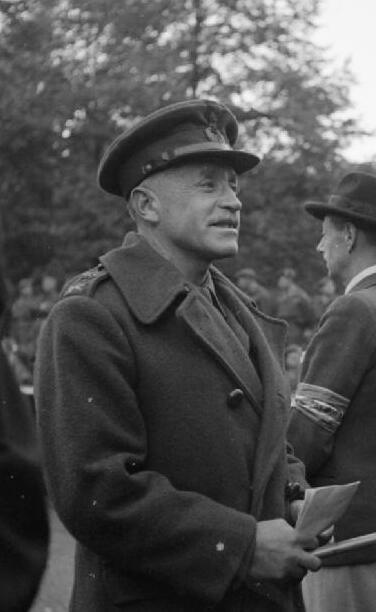
Richard O’Connor in Helmond, Niederlande, im Oktober 1944

Sir Richard Nugent O’Connor KT, GCB, GBE, DSO, MC (* 21. August 1889 in Srinagar; † 17. Juni 1981 in London) war ein General der British Army, der zu Beginn des Zweiten Weltkriegs der Oberbefehlshaber der Western Desert Force (Streitmacht der Westlichen Wüste) in Nordafrika war. Er war der Kommandeur der britischen Streitkräfte während der Operation Compass, bei der seine Streitkräfte eine viel größere italienische Armee fast völlig aufrieben. Dieser Sieg vertrieb beinahe die Achsenmächte gänzlich aus Afrika. Allerdings bewog dies Adolf Hitler dazu, das Afrikakorps unter General Erwin Rommel zu entsenden, um zu versuchen, die Situation wieder unter Kontrolle zu bringen. O’Connor wurde später gefangen genommen und verbrachte über zwei Jahre in einem italienischen Kriegsgefangenenlager. Er konnte jedoch entkommen und befehligte 1944 das VIII. Korps bei der Invasion in der Normandie und später während der Operation Market Garden. Im Jahr 1945 übernahm er den Oberbefehl über die britischen Truppen in Indien und führte später die Nordwestarmee in den letzten Tagen der britischen Herrschaft über den Subkontinent. Er wurde mit diversen Ehren ausgezeichnet, so diente er beispielsweise dem König Georg VI. als Aide-de-camp, was eine der größten Auszeichnungen für einen britischen General darstellte.

## Leben

### Frühe Jahre und Erster Weltkrieg
O’Connor wurde am 21. August 1889 in Srinagar in Kaschmir geboren. Er war der Sohn eines Majors der Royal Irish Fusiliers. Mütterlicherseits war er der Enkel eines früheren Gouverneurs der indischen Zentralprovinzen. Ihm war eine militärische Karriere in die Wiege gelegt. Der junge Richard besuchte die Tonbridge Castle School 1899 und 1902 die The Towers School in Crowthorne. Im Jahr 1903 kam sein Vater bei einem Unfall ums Leben. Danach wechselte er auf die Wellington School in Somerset. Ab 1908 besuchte er die Royal Military Academy Sandhurst.
Im Oktober des Folgejahres wurde er dem 2. Bataillon des Regiments der Cameronians zugeteilt. O’Connor hielt für den Rest seines Lebens engen Kontakt mit diesem Regiment. Im Januar 1910 wurde er mit dem Bataillon nach Colchester verlegt, wo er eine Nachrichten- und Schützenausbildung erhielt. Danach wurde es von 1911 bis 1912 nach Malta verlegt. Dort diente O’Connor als Regimentsnachrichtenoffizier.
Während des Ersten Weltkriegs diente er als Nachrichtenoffizier der 22. Brigade der 7. Division. Er war Hauptmann mit Befehl über die Nachrichtenkompanie der 7. Division. Später diente er als Brevet Brigade Major in der 91. Brigade der 7. Division. Das heißt, er hatte die diesem Rang entsprechende Befehlsgewalt, war jedoch noch nicht tatsächlich zum Major befördert worden. Im Februar 1915 wurde ihm das Military Cross verliehen. Im März desselben Jahres nahm er an Fronteinsätzen bei Arras und Bullecourt teil. O’Connor wurde der Distinguished Service Order (DSO) verliehen, und er wurde im Juni 1917 zum Brevet Oberstleutnant mit Kommando über das 2. Infanteriebataillon der Ehrenwerten Artilleriekompanie (Honourable Artillery Company) ernannt. Dieses war Teil der 7. Division unter Major-General Herbert Shoubridge. Im November 1917 wurde die Division an die italienische Front beim Fluss Piave verlegt, um die italienischen Streitkräfte beim Kampf gegen Österreich-Ungarn zu unterstützen. Ende Oktober 1918 bekam O’Connor während der Schlacht von Vittorio Veneto den Befehl, mit seiner Einheit die Flussinsel Grave di Papadopoli einzunehmen. Das 2. Bataillon führte den Auftrag erfolgreich aus, und ihm wurde daraufhin die italienische Ehrenmedaille in Silber verliehen. Er bekam dafür auch einen Balken zu seinem DSO. Dies bedeutet, dass ihm die Auszeichnung nochmals verliehen wurde.

### Zwischenkriegsjahre
Von 1920 bis 1921 besuchte er das Staff College in Camberley. O’Connors andere Dienstposten während der Jahre zwischen den Weltkriegen bestanden aus einer Stelle als Brigademajor bei der Experimentalbrigade (5. Brigade), bei der Methoden und Abläufe beim Einsatz von Panzern und Flugzeugen sowie die Koordinierung mit Infanterie und Artillerie getestet wurden. Viele der Theorien des mechanisierten Kampfes der verbundenen Waffen, die vom Kommandeur der Brigade J.F.C. Fuller, von Basil Liddell Hart, Heinz Guderian und anderen entwickelt wurden, wurden von der 5. Brigade ausprobiert.
Er kehrte 1924 bis 1925 als Adjutant zu seiner alten Einheit, den Cameronians, zurück. Von 1925 bis 1927 diente er als Kompaniekommandeur in Sandhurst. Danach kehrte er als Ausbilder an die Stabsschule nach Camberley zurück, wo er zwischen 1927 und 1929 tätig war. 1930 diente er wieder mit dem 1. Bataillon der Cameronians in Ägypten und von 1931 bis 1932 in Lucknow in Indien. Von 1932 bis 1934 war er Generalstabsoffizier 2. Grades im Kriegsministerium (War Office). Er besuchte 1935 das Imperial Defence College in London. Im Oktober des gleichen Jahres wurde O’Connor zum Brigadegeneral befördert und erhielt das Kommando über die Peshawarbrigade in Nordwestindien. Später sollte er sagen, er habe die Kenntnisse in Mobilität, die er in dieser Zeit erwarb, in Libyen gut gebrauchen können. Im September 1938 wurde O’Connor zum Generalmajor befördert und zum Kommandeur der 7. Division in Palästina ernannt. Daneben hatte er weitere Aufgaben als Militärgouverneur von Jerusalem. Hierbei arbeitete er mit Generalmajor Bernard Montgomery, dem Kommandeur der 8. Division, bei dem Versuch zusammen, die Unruhen zwischen den jüdischen und arabischen Bevölkerungsgruppen zu beenden. Im August 1939 wurde die 7. Division in die Festung von Mersa Matruh in Ägypten verlegt. O’Connor hatte hier die Aufgabe, die Gegend gegen einen möglicherweise bevorstehenden Angriff durch die Italienische 10. Armee zu verteidigen. Die Italiener hatten jenseits der Grenze in Libyen Kräfte zusammengezogen.

### Die italienische Offensive und Operation Compass
Italien erklärte Großbritannien und Frankreich am 10. Juni 1940 den Krieg. O’Connor wurde zum Kommandeur der Western Desert Force ernannt. Er erhielt die Aufgabe, Ägypten und den Suezkanal gegen einen italienischen Angriff zu verteidigen. Um diesen Auftrag zu erfüllen, plante O’Connor, einen Schutzschirm aus leichten Panzern und Panzerwagen zu bilden, der über Artillerieunterstützung verfügte. Damit wollte er den Vormarsch der Italiener unter der Führung von Marschall Rodolfo Graziani verzögern. Den Befehl über diese Verzögerungskräfte hatte Brigadegeneral William Gott. Währenddessen sollte sich seine Hauptstreitmacht nach Mersa Matruh und die Baggush Box zurückziehen, wo starke Feldbefestigungen vorbereitet worden waren. Diese würden die Italiener lange genug aufhalten, um rechtzeitig britische Verstärkung heranzuführen, die Verteidigungslinien zu verstärken und zu gegebener Zeit einen Gegenangriff starten zu können.
Am 13. September schlug Graziani los: seine vorderen Divisionen rückten sechzig Meilen tief nach Ägypten vor und erreichten den Ort Sidi Barrani. Da ihr Nachschub zur Neige ging, gruben sie sich ein. O’Connor bereitete daraufhin einen Gegenangriff vor. Ihm standen die britische 7. Panzerdivision und die 4. Indische Infanteriedivision zur Verfügung. Nach dem Desaster von Dünkirchen stellten sie die bestausgerüsteten verbliebenen Divisionen der British Army dar. Daneben hatte er noch zwei weitere Brigaden. Die Gesamtanzahl seiner Männer betrug etwa 36.000 Soldaten. Die Italiener verfügten beinahe über die fünffache Zahl Soldaten und Hunderte von Panzern und auch mehr Artilleriegeschütze als die Briten. Auch die italienische Luftwaffe war zahlenmäßig überlegen. Die Briten waren aber besser ausgebildet, wurden besser geführt und verfügten zum großen Teil über überlegene Waffensysteme und Ausrüstung sowie größere Beweglichkeit. O’Connor beabsichtigte, alle diese Vorteile bis zum Äußersten für sich zu nutzen. Die Vorbereitungen liefen weiter: ein Schiffskonvoi wurde von Großbritannien durch das Mittelmeer herangeführt. Dieser riskierte einen Angriff durch die Achsenmächte. Es gelang ihm jedoch, wertvolles Kriegsmaterial nach Ägypten zu bringen. Darunter befanden sich 150 Panzer, 100 Artilleriegeschütze und beinahe 1000 Maschinengewehre und Panzerabwehrkanonen. Unterdessen wurden kleine Überfallkommandos der 7. Panzerdivision und der neu gebildeten Langstrecken-Wüstengruppe (Long Range Desert Group) ausgesandt, um die Italiener aufzuklären, zu behindern und zu stören. Diese Raids waren gleichzeitig der Anfang der SAS-Kommandotruppen. Die Royal Navy und die Royal Air Force bombardierten die italienischen Stellungen, Flugplätze und Etappen. Als Ergebnis erkannten O’Connor, sein Berater Brigadegeneral Eric Dorman-Smith und seine Leute, wie schwach geführt und schlecht vorbereitet die Gegner waren, obgleich sie über eine gewaltige zahlenmäßige Übermacht verfügten.
Der Gegenangriff mit dem Decknamen Operation Compass begann am 8. Dezember 1940. Was folgte, war ein Meisterstück des Manövrierens, der Konzentration der Kräfte, Feuerkraft und des Kampfes mit verbundenen Waffen.
O’Connors relativ kleiner Streitmacht aus 31.000 Soldaten, 275 Panzern und 120 Geschützen gelang es mit guter Unterstützung durch ein Geschwader der Royal Air Force und der Royal Navy, eine Lücke in die italienischen Verteidigungsstellungen in der Nähe der Küste bei Sidi Barrani zu reißen. Die Wüstenstreitmacht schnitt durch die rückwärtigen Gebiete der Italiener. Es gelang ihr, zwischen Wüste und Küste eine italienische Stellung nach der anderen zu isolieren und auszuschalten. Die italienischen Kanonen konnten den schweren britischen Matildapanzern nichts anhaben. Ihre Granaten prallten ohne Schaden von deren Panzerung ab. Gegen Mitte Dezember waren die Italiener vollständig aus Ägypten vertrieben worden. Sie ließen 38.000 Gefangene und große Mengen Kriegsmaterial zurück.
Die Western Desert Force nahm eine kurze Auszeit, bevor sie ihren Angriff nach Libyen gegen die Reste von Grazianis unorganisierter Armee fortsetzte. An diesem Punkt befahl der Oberbefehlshaber des britischen Kommandos Mittlerer Osten, General Sir Archibald Wavell, den Abzug der 4. Indischen Division. Diese Veteranendivision sollte nun den Angriff gegen Italienisch-Ostafrika führen. Als Ersatz wurde O’Connor die unerfahrene 6. Australische Division zugeteilt, die nicht auf den Wüstenkampf vorbereitet war. Trotz dieses Rückschlags wurde die Offensive mit nur geringer Verzögerung fortgesetzt. Gegen Ende Dezember belagerte die 6. Australische Division Bardia und konnte es einnehmen. 40.000 italienische Soldaten gingen in Gefangenschaft, es konnten 400 Geschütze erbeutet werden.
Im Januar 1941 wurde die Western Desert Force in XIII. Corps umbenannt, das direkt unter dem Befehl von General Wavell stehen sollte. O’Connor war mit diesem Zug nicht nur einverstanden, er hatte ihn sogar selbst zuvor vorgeschlagen. Am 9. Januar wurde die Offensive fortgesetzt. Am 12. Januar wurde die wichtige Hafenfestung Tobruk eingeschlossen. Am 22. Januar fiel sie, und weitere 25.000 Italiener gingen in Gefangenschaft. Es wurden wichtige Nachschubgüter, Lebensmittel und Waffen erbeutet. Am 26. Januar begannen die übrig gebliebenen italienischen Divisionen in Ost-Libyen, sich nordwestlich entlang der Küste zurückzuziehen. O’Connor setzte ihnen sogleich nach, um sie abzuschneiden. Dazu schickte er die Panzer in einer weit ausholenden Flankenbewegung südwestlich durch die Wüste, während die Infanterie nördlich entlang der Küste nachsetzte. Die Panzer holten die fliehenden Italiener am 5. Februar bei Beda Fomm ein und schnitten ihnen die Hauptküstenstraße und damit ihren Fluchtweg ab. Zwei Tage später war ihnen die britische Infanterie von Norden aus Bengasi kommend bereits dicht auf den Fersen, und nach einem verlustreichen und erfolglosen Ausbruchsversuch kapitulierten die demoralisierten und erschöpften Italiener bedingungslos. O’Connor telegraphierte an Wavell: „Der Fuchs tötete im offenen Gelände…“
In zwei Monaten war das XIII. Corps/Western Desert Force über 800 Meilen vorgerückt, hatte eine ganze italienische Armee von 10 Divisionen zerstört und über 130.000 Gefangene gemacht. 400 Panzer und 1.292 Geschütze wurden vernichtet oder erbeutet. Dabei wurden lediglich 500 eigene Soldaten getötet und 1.373 verwundet. Dies stellte seinerzeit eine bemerkenswerte militärische Leistung dar, einen wahren britischen Blitzkrieg. In Anerkennung dessen wurde O’Connor zum Knight Commander of the British Empire ernannt. Dies war der erste seiner drei Mitgliedschaften in einem Ritterorden. Als Wavell und andere ihn wegen seiner herausragenden Leistung beglückwünschten, antwortete er in seiner üblichen bescheidenen Weise: „Ich nehme an, man könnte es als vollständigen Sieg bezeichnen.“

### Wende und Gefangennahme
In einem großen strategischen Zusammenhang betrachtet war der siegreiche Ausgang der Operation Compass jedoch noch nicht vollständig. O’Connor war sich dessen vollkommen bewusst und drängte Wavell, ihm zu erlauben, den Vorstoß in der gebotenen Eile bis nach Tripolis weiterzuführen, um die Italiener in Nordafrika gänzlich zu besiegen. Wavell stimmte dem zu, und so rückte das XIII. Korps weiter vor. Doch O’Connors neue Offensive sollte sich als kurzlebig herausstellen. Als das Korps El Agheila, etwas südwestlich von Beda Fomm, erreichte, befahl Winston Churchill, den Vorstoß dort anzuhalten. Die Achsenmächte waren in Griechenland eingefallen, und Wavell wurde befohlen, alle verfügbaren Kräfte so bald wie möglich dorthin zu senden, um sich der Invasion entgegenzustellen. Wavell musste die 6. Australische Division, die 7. Panzerdivision und den größten Teil der Vorräte und der Luftunterstützung für dieses letztlich zum Scheitern verurteilte Unternehmen abgeben. O’Connor blieb nun nichts anderes übrig, als die Stellung in El Agheila mit einer einzigen unterbesetzten Division, zu vernachlässigender Luftunterstützung und überdehnten Nachschublinien zu halten.
Aber die Situation sollte sich für die Briten schon bald noch verschlimmern. Gegen März 1941 entsandte Hitler General Erwin Rommel und das deutsche Afrikakorps, um die fast vollständig geschlagenen Italiener zu unterstützen. Wavell und O’Connor standen nun einem fähigen Gegner mit einem Befehlshaber gegenüber, der sich mit seinem Einfallsreichtum und Wagemut schon bald als ebenbürtiger Gegenpart erweisen würde. Rommel verschwendete nur wenig Zeit, bevor er seine eigene Offensive begann. Gegen Ende März hatte er die verbliebenen Reste des britischen XIII. Korps aus den Stellungen bei el-Agheila vertrieben und Bengasi sowie den größten Teil der Cyrenaika wieder zurückerobert.

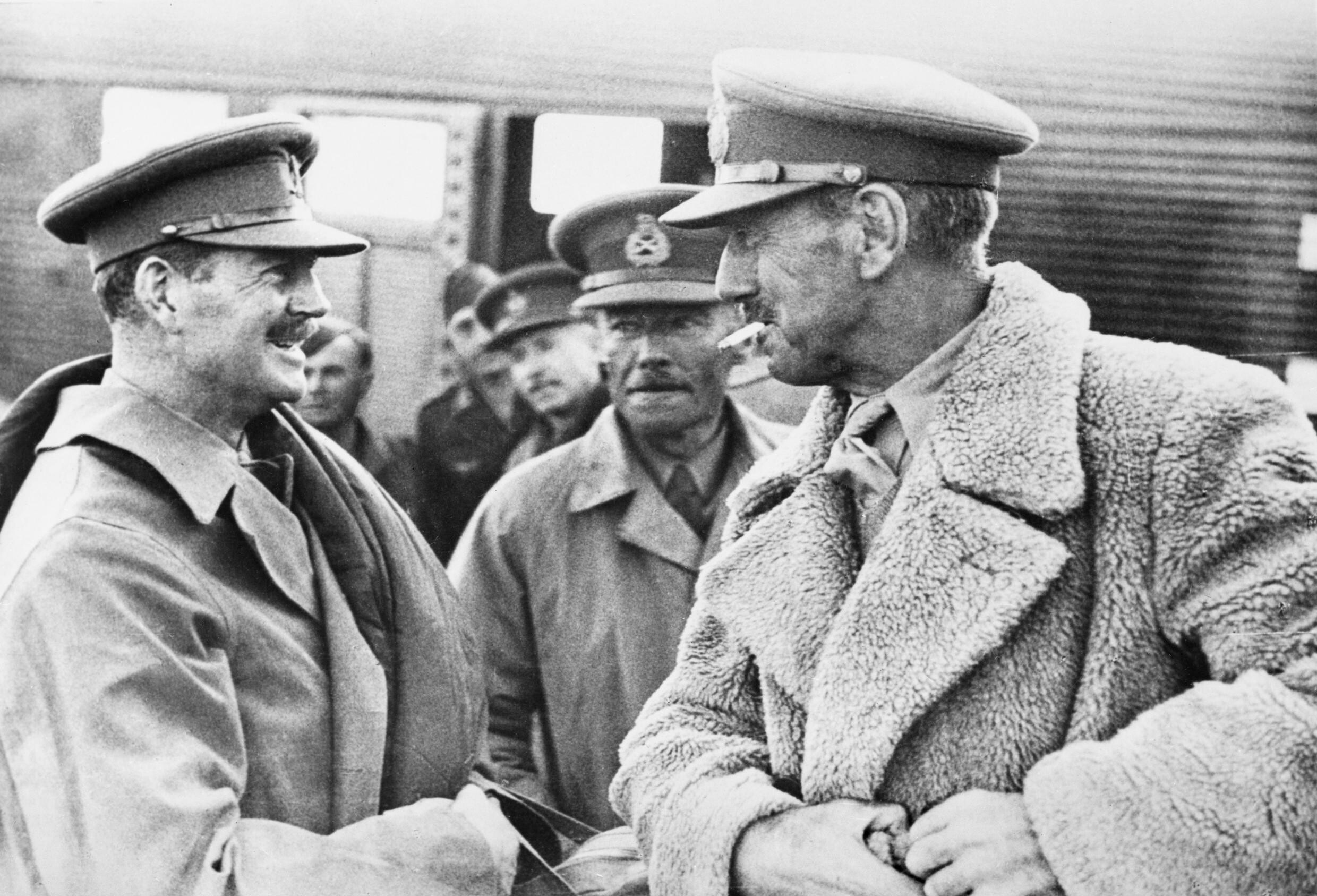
Lieutenant General Richard O’Connor (Mitte im Hintergrund) mit LtGen. Philip Neame (Mitte), Major General Gambier-Parry (rechts) und Brigadier Coombe (links) im Vordergrund einer Junkers Ju 52 nach ihrer Gefangennahme durch die Deutschen am 6. April 1941.

Wavell war wegen dieser plötzlichen Wende zu Recht beunruhigt. Zudem hatte er nun die Befehlsgewalt über ein Gebiet, das fast den gesamten östlichen Mittelmeerraum umfasste. So ernannte er General Sir Philip Neame zum Befehlshaber der Truppen Großbritanniens und des Commonwealth in Ägypten. Neame und O’Connor schlossen schnell Freundschaft, da sie beide bevorzugten, von der Front aus zu kommandieren, statt von einem entfernten Hauptquartier. Als die beiden am 7. April 1941 eine nächtliche Aufklärungsmission unternahmen, wurden sie von einer deutschen Patrouille gefangen genommen.
O’Connor sollte die nächsten zweieinhalb Jahre als Kriegsgefangener verbringen, hauptsächlich im Castello di Vincigliati in der Nähe von Florenz. Die Haftbedingungen für die zumeist hochrangigen alliierten Offiziere waren sehr gut. Hier befanden er und Neame sich in illustrer Gesellschaft von unter anderen Generalmajor Sir Adrian Carton de Wiart und des Stellvertretenden Luftmarschalls O.T. Boyd. Obwohl die Bedingungen ihrer Gefangenschaft nicht schlecht waren, bildeten die Offiziere bald einen Fluchtclub und planten den Ausbruch. Ihr erster Versuch bestand einfach darin zu versuchen, über die Mauer zu klettern. Dies brachte ihnen einen Monat Einzelhaft ein. Der zweite Versuch bestand darin, zwischen Oktober 1942 und März 1943 einen Fluchttunnel zu graben. Der Versuch war anfänglich erfolgreich. Boyd schaffte es, bis nach Como an der schweizerischen Grenze zu gelangen, doch O’Connor und de Wiart wurden in der Nähe von Bologna im Po-Tal festgenommen. Erst nach der italienischen Kapitulation im September 1943 konnte O’Connor mit Unterstützung durch die italienische Widerstandsbewegung erfolgreich fliehen, als er aus Vincigliati weggebracht werden sollte. Nach einem gescheiterten Treffen mit einem Unterseeboot gelangte er mit einem Boot nach Termoli und von dort aus weiter nach Bari. Dort wurde er von General Harold Alexander am 21. Dezember 1943 begrüßt. Zeit seines späteren Lebens blieb er mit seinen Kameraden aus der Zeit der Gefangenschaft und den ehemaligen italienischen Widerstandskämpfern, die ihm bei der Flucht behilflich gewesen waren, in Kontakt. Bei seiner Rückkehr nach Großbritannien wurde O’Connor formell die Ritterwürde verliehen, die ihm bereits 1941 zugesprochen worden war. Außerdem wurde er zum Generalleutnant befördert. Montgomery schlug vor, dass O’Connor ihm als Kommandeur der britischen 8. Armee nachfolgen sollte. Der Posten wurde dann aber an Oliver Leese vergeben. O’Connor bekam das Kommando über ein Korps.

### VIII. Korps und Normandie
Am 21. Januar 1944 wurde O’Connor Befehlshaber des VIII. Korps. Es bestand aus der Britischen Garde-Panzerdivision, der 11. Panzerdivision, der 15. (Schottischen) Infanteriedivision sowie der 6. Garde-Panzerbrigade, der 8. Gruppe der Royal Artillery und dem 2. Regiment der Household Cavalry. Dies war eine starke Streitmacht, die jedoch noch sehr viel Vorbereitung und Ausbildung für die bevorstehende Operation Overlord benötigte. O’Connor erwies sich dieser Aufgabe mehr als gewachsen. Während der folgenden Monate führte das Korps viele Manöver in Yorkshire durch. Mehrere davon wurden auch mit neuartigen Minenräumpanzern durchgeführt, den sogenannten Hobart’s Funnies. Während einer Inspektion der Garde-Panzerdivision durch Premierminister Winston Churchill im April äußerte O’Connor Bedenken wegen der Panzerung und der Notausgänge bei den Cromwell- und Sherman-Panzern. Diese Bedenken stellten sich später als begründet heraus. Churchill war von O’Connor beeindruckt, und die beiden blieben in Briefkontakt.
Am 11. Juni 1944 erreichten O’Connor und eine Vorhut des VIII. Korps während der Schlacht um Caen das Gebiet um Caen in der Normandie. Ihre erste Aufgabe bestand darin, aus dem Brückenkopf der 3. Kanadischen Infanteriedivision auszubrechen und die Flüsse Odon und Orne zu überqueren. Danach sollten die Einheiten Stellungen im höheren Gelände bei Bretteville-sur-Laize einnehmen und so Caen von Süden her abschneiden.
Der Ausbruch und die Überquerung der Flüsse gelang auf Anhieb. O’Connors vorgesetzter Offizier Bernard Montgomery beglückwünschte ihn wegen des Erfolgs des Korps. Doch es sollte sich als sehr viel schwieriger herausstellen, Caen abzuschneiden (Operation Epsom). O’Connor trug seine Bedenken vor, dass die Deutschen einen Gegenangriff starten könnten. Deshalb setzte er sich dafür ein, dass das Korps sich zunächst im eroberten Gebiet festsetzen sollte, bevor es weiter nach Caen vorstieß. Diese Empfehlung wurde jedoch nicht beachtet. Die Deutschen begannen dann tatsächlich einen solchen Gegenangriff, und das VIII. Korps wurde über den Fluss Orne zurückgedrängt. O’Connor versuchte erneut, einen Brückenkopf (Operation Jupiter) einzurichten, hatte dabei aber nur wenig Erfolg.
Den nächsten größeren Einsatz hatte das VIII. Korps in der Operation Goodwood. Der Angriff begann am 18. Juli mit einem massiven Luftangriff der 9th Air Force der USAAF und wurde am 20. Juli mit einem erfolgreichen dreizangigen Vorstoß zur Einnahme von Bras und Hubert-Folie auf der rechten Flanke, Fontenay auf der linken Flanke und den Hügelkamm bei Bourguebus in der Mitte abgeschlossen. Darauf folgte die Operation Bluecoat, die von O’Connor selbst geplant wurde. Hierbei griff die 15. (Schottische) Division in Richtung Vire östlich und westlich von Bois du Homme an, um den amerikanischen Vorstoß bei der Operation Cobra zu ermöglichen. Dem schnellen Vorstoß folgten erbitterte Kämpfe im Süden während der ersten zwei Tage, wobei beide Seiten schwere Verluste erlitten.
Während sich die Alliierten darauf vorbereiteten, die Deutschen aus Frankreich zu verdrängen, erfuhr O’Connor, dass sich das VIII. Korps an dieser Phase des Feldzugs nicht beteiligen würde. Das VIII. Korps wurde in Reserve gehalten und durch das XII. Korps unter Generalleutnant Neil Ritchie ersetzt. Mitte August wurde der Umfang seiner Befehlsgewalt reduziert, als die 11. Panzerdivision dem XXX. Korps und die 15. (Schottische) Division dem XII. Korps eingegliedert wurden. Während der Zeit in Reserve unterhielt O’Connor einen regen Briefwechsel mit Churchill, Montgomery und anderen, wobei er Verbesserungsvorschläge für gepanzerte Fahrzeuge machte und verschiedene andere Probleme ansprach, wie zum Beispiel die Kampfmüdigkeit. Einigen seiner Empfehlungen wurde gefolgt, wie zum Beispiel, Rammen an den Panzern anzubringen, um mit den Schwierigkeiten der vielen Heckenreihen zurechtzukommen. Die meisten wurden jedoch ignoriert.

### Operation Market Garden, Indien und danach
O’Connor blieb der Befehlshaber des VIII. Korps; ihm wurde die Aufgabe übertragen, Horrocks’ XXX. Korps bei der Operation Market Garden zu unterstützen. Dies war ein Plan Montgomerys, in den Niederlanden einen Brückenkopf über den Rhein einzurichten. Obwohl seinem Korps wichtige Einheiten entzogen worden waren, konnte sein Korps die niederländischen Städte Deurne und Helmond einnehmen. O’Connor schlug eine mögliche Abfolge von Operationen vor, die in den nächsten Tagen durchgeführt werden könnten. Darunter befand sich die Errichtung von Brücken über die Schelde und den Maas-Kanal sowie die Einnahme von Soerendonck und Weert. Diese Aktionen hätten, wären sie durchgeführt worden, möglicherweise die wichtigsten deutschen Verteidigungsstellungen umgehen können, die das XXX. Korps zu lange aufhielten. Dadurch wäre die Operation Market Garden vielleicht gerettet, Tausende von Leben wären gespart und der Krieg in Europa wäre Wochen oder gar Monate früher beendet worden. Als Nächstes nahm das VIII. Korps am Vorstoß zur Einnahme von Venraij und Venlo teil, der am 12. Oktober begann.
Anfang September 1944 hörte O’Connor Gerüchte, er solle möglicherweise nach Indien versetzt werden. Als er Montgomery davon schrieb, versicherte dieser ihm, dies sei unwahrscheinlich. Am 27. November erhielt er den Befehl, das Kommando von Generalleutnant Sir Mosely Mayne bei der Ostarmee in Indien zu übernehmen. Dies stellte den Abschluss einer langen und herausragenden Soldatenkarriere dar. Wie es O’Connors Gewohnheit war, blieb er nach der Versetzung nach Indien mit Angehörigen des VIII. Korps in Kontakt. Mit Stolz empfing er Berichte über ihre Vorstöße.
Im November 1945 wurde O’Connor zum General befördert und zum Befehlshaber der Nordwestarmee in Indien ernannt. Im Juli 1946 erhielt er den Posten eines Generaladjutanten der Streitkräfte und General Aide-de-camp des Königs. Er verbrachte nun die meiste Zeit damit, britische Truppen zu besuchen, die überall in Indien und im Fernen Osten stationiert waren. Seine Zeit als Generaladjutant war jedoch nur kurz. Nach einer Meinungsverschiedenheit über die abgesagte Demobilisierung von Soldaten, die im Fernen Osten stationiert waren, bot O’Connor seinen Rücktritt an, der angenommen wurde. Kurz darauf wurde er zum Knight Grand Cross of the Bath gemacht.
O’Connor ging 1948 mit 58 Jahren in den Ruhestand. Trotzdem blieb er mit der Armee in Kontakt und übernahm andere Aufgaben.
Er war von 1948 bis 1959 der Kommandant der Army Cadet Force in Schottland, Oberst der Cameronians von 1951 bis 1954, Lord Lieutenant von Ross and Cromarty von 1955 bis 1964 und diente 1964 als Lord High Commissioner bei der Generalversammlung der Kirche von Schottland. Seine Frau Jean starb 1959. 1963 heiratete er Dorothy Russell. Im Juli 1971 wurde er zum Ritter des Distelordens ernannt. Er spielte sich bei der englischen Serie The World at War aus dem Jahr 1974 selber. Am 17. Juni 1981 starb er in London.